# جاسر عودة
جاسر عودة أحد علماء ومفكري مقاصد الشريعة، أستاذ كرسي الإمام الشاطبي بجامعة السلام العالمي بجنوب أفريقيا، ورئيس لمعهد المقاصد وهو مركز بحثي فكري دولي مسجل بالولايات المتحدة الأمريكية، وأستاذ زائر للقانون الإسلامي بجامعة كارلتون بكندا، وهو عضو مؤسس وعضو مجلس أمناء ورئيس لجنة الدعوة بالاتحاد العالمي لعلماء المسلمين، وعضو الللجنة التنفيذية للمجلس الفقهي لأمريكا الشمالية، وعضو المجلس الأوروبي للإفتاء والبحوث، وزميل مجمع الفقه الإسلامي بالهند، والأمين العام للمؤسسة الشبابية يقظة فكر. حصل على الدكتوراه في فلسفة التشريع الإسلامي من جامعة ويلز البريطانية، والدكتوراه في تحليل المنظومات من جامعة واترلو الكندية، بالإضافة إلى حفظ القرآن ودراسات مبكرة للحديث والفقه والأصول بحلقات الجامع الأزهر بالقاهرة. عمل سابقاً مديراً مؤسساً لمركز دراسات مقاصد الشريعة الإسلامية، ونائباً لمدير لمركز التشريع الإسلامي والأخلاق بالدوحة .

## المؤلفات المنشورة

### الكتب المؤلفة
1. الدولة المدنية نحو تجاوز الاستبداد وتحقيق مقاصد الشريعة، الشبكة العربية للأبحاث، بيروت، طبعة أولى 2015. الدولة المدنية نحو تجاوز الاستبداد وتحقيق مقاصد الشريعة.[2]
2. مقاصد الشريعة كفلسفة للتشريع الإسلامي - بالإنجليزية، المعهد العالمي للفكر الإسلامي، واشنطن، طبعة أولى 2008 ثم طبعة كل عام، ترجمة عربية 2011، ترجمة بوسنية 2012.[3]
3. مقاصد الشريعة دليل المبتدئ - بالإنجليزية، المعهد العالمي للفكر الإسلامي، لندن 2008 وطبعة عربية 2011، وطبع باللغات الأوردية والألمانية والتايلاندية والروسية والآذرية والبوسنوية والأندونيسية والتركية بين عامي 2011 و2013.[4]
4. فقه المقاصد إناطة الأحكام الشرعية بمقاصدها، المعهد العالمي للفكر الإسلامي، فرجينيا، طبعة أولى 2006، طبعة ثانية 2007، طبعة ثالثة 2008م، طبعة باللغة الأوردية 2007.[5]

### أبحاث منشورة
- مقاصد الشريعة عند الشيخ القرضاوي، ملتقى القرضاوي مع التلاميذ والأصحاب، الدوحة، يوليو 2007م.	مقاصد الشريعة عند الشيخ القرضاوي.[6]
- مقالات منشورة إلكترونية نشرت بين عام 2001م و2016م على منتدى العلاقات الدولية. منتدى العلاقات الدولية.[7]

## وصلات خارجية
- الموقع الرسمي للدكتور جاسر عودة